# Gmina Brtonigla
Brtonigla (wł. Verteneglio) – gmina w Chorwacji, w żupanii istryjskiej.

## Miejscowości i liczba mieszkańców (2011)
- Brtonigla – 805
- Fiorini – 165
- Karigador – 189
- Nova Vas – 359
- Radini – 108